# Bracon larvicida
Bracon larvicida är en stekelart som först beskrevs av Wesmael 1838.  Bracon larvicida ingår i släktet Bracon och familjen bracksteklar.

## Underarter
Arten delas in i följande underarter:
- B. l. pseudoromani
- B. l. fahringeriensis